# Juan Flere
Juan Flere Pizzuti (Bariloche, 12 de mayo de 1998) es un futbolista argentino que juega como guardameta en el CE Europa de la Primera Federación.

## Trayectoria
Nacido en San Carlos de Bariloche, se marcha a Cataluña a pronta edad y se forma como jugador en el CF Damm. El 14 de junio de 2017 firma por la UE Llagostera para jugar en su filial en categoría regional, debutando el siguiente 3 de septiembre en una victoria por 2-1 frente al CE Banyoles. En octubre de 2018 deja el club para firmar por el Xerez Deportivo FC de la Tercera División.
El 2 de julio de 2019 firma por el Cádiz CF para jugar en su filial en la Segunda División B. Logra debutar con el primer equipo el 20 de julio de 2020 en una derrota por 0-1 frente al Albacete Balompié en la Segunda División.
El 9 de diciembre de 2021 renueva su contrato con el club hasta 2025. El siguiente 7 de julio sale cedido por una temporada al Algeciras CF de la Primera Federación.
El 3 de agosto de 2023, pasa a formar parte del Atlético Sanluqueño.
El 1 de julio de 2024, es fichado por el CE Europa de la Segunda Federación.

## Clubes
Actualizado al último partido disputado el 19 de enero de 2025.
| Club                  | País   | Año       | Partidos |
| --------------------- | ------ | --------- | -------- |
| UE Llagostera "B"     | España | 2017-2018 | 18       |
| Xerez Deportivo FC    | España | 2018-2019 | 32       |
| Cádiz CF "B"          | España | 2019-2022 | 43       |
| Cádiz CF              | España | 2020      | 1        |
| Algeciras CF (cesión) | España | 2022-2023 | 8        |
| Atlético Sanluqueño   | España | 2023-2024 | 5        |
| CE Europa             | España | 2024-2025 | 20       |